# 浮島丸 (特設巡洋艦)
浮島丸（うきしままる）は、大阪商船が1937年に竣工させた貨客船。太平洋戦争では日本海軍に特設艦船として徴用され、前半は特設巡洋艦、後半は特設砲艦に類別されて海上護衛や哨戒任務に従事した。終戦時には特設運送艦籍で健在だったが、1945年8月24日に朝鮮半島出身者を送還中、機雷に接触して沈没した。

## 商船時代
「浮島丸」と姉妹船の「波上丸」は、大阪商船の沖縄航路用貨客船として建造された。当時の大阪商船は、命令航路として大阪港と那覇港を結ぶ定期旅客便を運航していた。大阪商船の沖縄航路は従前「宮古丸」などの老朽船が多かったが、船舶改善助成施設などによる1930年代の外航船更新に沿って、沖縄にも会社独自の方針で新造船を投入することが決定された。同時期の大陸航路向けの貨客船が「黒龍丸」のように蒸気タービン機関搭載だったのと異なり、波上丸型ではディーゼルエンジンを採用した。客室設備は従前の沖縄航路船よりも改善された。また、沖縄航路用としての設計上の特色として、沖縄産の農産物輸送が考慮されており、果物や家畜などを積む専用貨物設備を有している。
1936年（昭和11年）末に進水し、翌1937年（昭和12年）3月に竣工した「浮島丸」は、姉妹船とともに予定通り大阪・沖縄航路に就航した。姉妹船の「波上丸」は日中戦争の開始後に日本陸軍により病院船として徴用されたが、本船は商船として運航され続けた。1940年（昭和15年）1月27日には、通常航海の途中、種子島南方の鍋割礁で座礁したアメリカ商船「P・ケソン」の遭難信号を受信したため、同船の乗員・乗客108人と子犬1頭を救助して神戸港まで送り届けている。

## 特設艦船時代
日米関係が悪化する中、1941年（昭和16年）9月3日付で、「浮島丸」は日本海軍に徴用された。四一式15cm単装砲4門と九二式7.7mm機銃2丁を装備するなどの改装工事を受け、特設巡洋艦として就役した。5000総トン弱という船体規模は、日本の特設巡洋艦の中で小柄な部類である。当初は佐世保鎮守府の佐世保警備戦隊に所属した。
太平洋戦争開始後の1942年（昭和17年）4月10日、日本海軍は海上護衛を専門におこなう特設海上護衛隊（第一海上護衛隊、第二海上護衛隊）を編成する。第一海上護衛隊（司令官井上保雄中将）は聯合艦隊および南西方面艦隊に属し、内地～台湾～東南アジア海域の護衛を担当する。
編成直後の第一海上護衛隊は、旧式駆逐艦10隻（第13駆逐隊《若竹、呉竹、早苗》、第22駆逐隊《文月、皐月、水無月、長月》、第32駆逐隊《刈萱、朝顔　芙蓉》）、水雷艇2隻（鷺、隼）、特設艦船6隻（浮島丸、華山丸、唐山丸、北京丸、長壽山丸、でりい丸）よって編成され、「浮島丸」（直率部隊）は第一海上護衛隊の旗艦に指定された。
4月19日、「浮島丸」（井上中将旗艦）は呉を出港。門司、佐世保、馬公市、高雄港、サイゴンを経由し、5月10日シンガポールに到着した。第一海上護衛隊司令部はシンガポールに置かれた。担任海域の広さ・航路の長大さに対して第一海上護衛隊の戦力は完全に不足していたが、米潜水艦の活動低調にも助けられ、損害は許容範囲に抑えられていた。
同年8月5日、第二海上護衛隊の特設巡洋艦「能代丸」が特設運送船籍に移り、第二海護から除かれる。同日附で、「浮島丸」は「能代丸」の穴埋めとして第二海上護衛隊へ転出した。
「浮島丸」は8月14日にシンガポールを出発し、マカッサル、パラオ経由で8月27日にトラックに到着。8月30日から9月5日にかけて輸送船「筥崎丸」を護衛（トラック～マーシャル方面）した。その後、日本本土～トラック泊地～ラバウル間の船団護衛を担当した。
「浮島丸」は、1943年1月から2月にかけて行われた第四十一師団主力の青島からウェワクへの輸送である丙三号輸送に参加。「清澄丸」とともに第二輸送隊となった。第二輸送隊は1月28日に青島を出発して2月5日にパラオに到着。そこで「浮島丸」は第三輸送隊に移された。また、パラオでは追加で陸軍部隊が乗せられた。「聖川丸」、「靖国丸」、「浮島丸」、駆逐艦駆逐艦「磯波」、「秋雲」、「長月」となった第三輸送隊は2月21日にパラオを出発し、2月24日にウェワクに到着した。「浮島丸」の輸送内容は人員842名、車両4両、物件3904梱であった。
3月15日付で、「浮島丸」は第二海上護衛隊（第四艦隊）より除かれ、日本本土防空用の特設監視艇部隊である第二十二戦隊に異動した。翌月には特設砲艦へ類別変更となり、特設監視艇の母艦として日本本土東方での洋上哨戒に従事した。大戦後半には対空兵装として九六式25mm機銃も装備されている。哨戒中に敵潜水艦らしきものに狙われて、爆雷による対潜戦闘を経験することもあった。
1945年（昭和20年）2月20日には、特設運送艦へと再度の類別変更を受けている。同年4月9日には、輸送任務中に岩手県沖でアメリカ潜水艦に襲われ、護衛の「第三号掃海艇」が「パーチー」に撃沈され、自身も「サンフィッシュ」の雷撃を受けるも被害を免れている。「浮島丸」は行動可能な状態の数少ない優秀商船として終戦の日を迎えた。
終戦後、「浮島丸」は、日本本土から朝鮮半島との輸送の役務に充てられた。しかし、1945年8月24日朝鮮への多数の便乗者を乗せ釜山へと向かうところ、出港後に発令された連合軍の命令により行動を中止し舞鶴港に目的地を変更した。舞鶴に入港中に米軍の敷設した機雷の爆発により船体中央部が二つに折れて轟沈し、数百人の犠牲者を出した（浮島丸事件）。自沈したとする陰謀論が長く主張された。

## 艦長・特務艦長
- 土田斉 大佐：1941年9月20日[33] - 1942年4月15日
- 岩原盛恵 大佐：1942年4月15日[34] - 1943年3月15日
- 仲村保造 大佐：1943年3月15日[35] - 1943年4月10日
- （兼）矢野寛二 中佐：1943年4月10日 - 1943年4月15日[36]
- 松任米太郎 予備中佐(中佐)：1943年4月15日[37] - 1944年4月30日
- 藤本榮左 少佐：1944年4月30日[38] - 1945年2月1日
- 鳥海金吾 中佐：1945年2月1日[39] -